# Martin Schanche
Martin Schanche (aka "Mister Rallycross"), född 1 januari 1945 i Trondheim, är en framgångsrik norsk rallycrossförare. Han vunnit FIA:s Europeiska Mästerskap för rallycrossförare 6 gånger – år 1978, 1979, 1981, 1984, 1991 och 1995.